# Трамп, Бэррон
Бэррон Уильям Трамп (англ. Barron Trump; род. 20 марта 2006, Манхэттен, Нью-Йорк, США) — младший сын 45-го и 47-го президента США Дональда Трампа и единственный ребёнок от его третьей жены Мелании Трамп.

## Биография

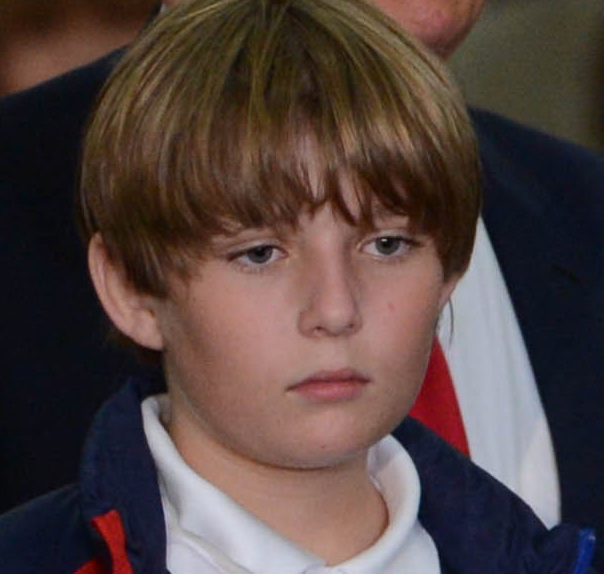
Бэррон в 2015 году

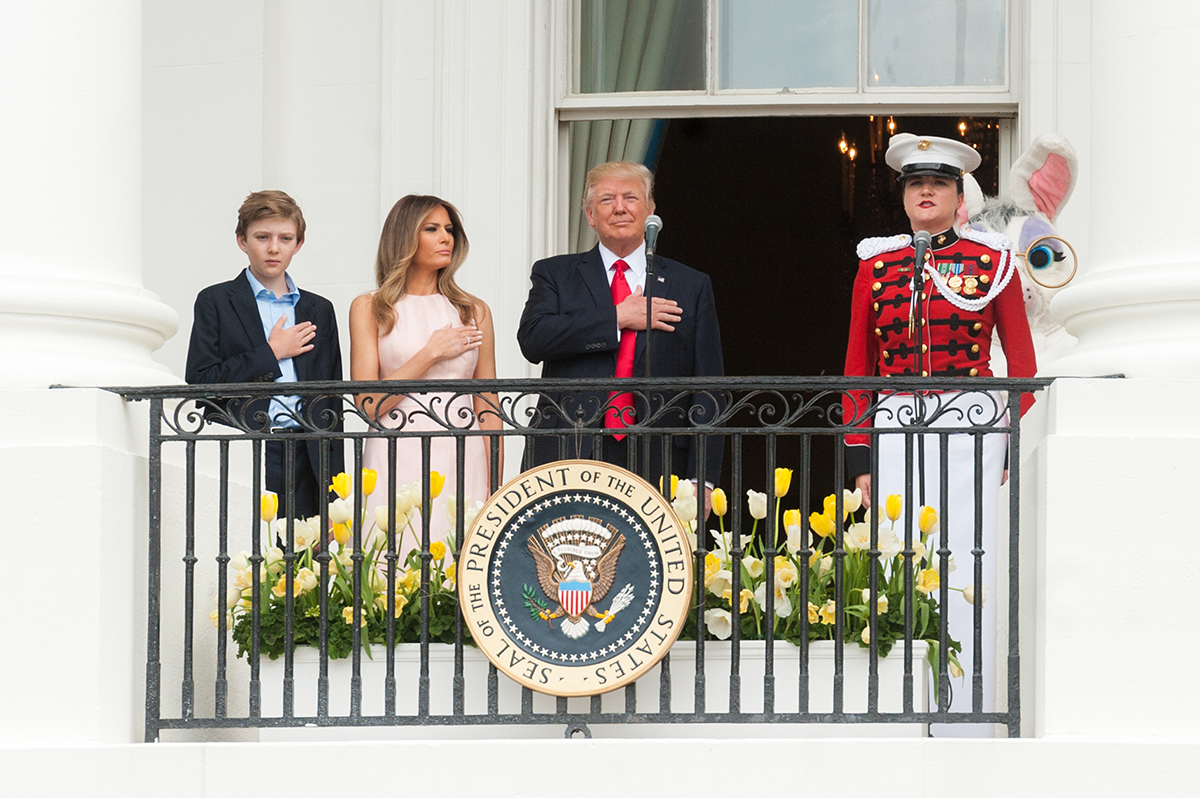
Бэррон с родителями (2017)

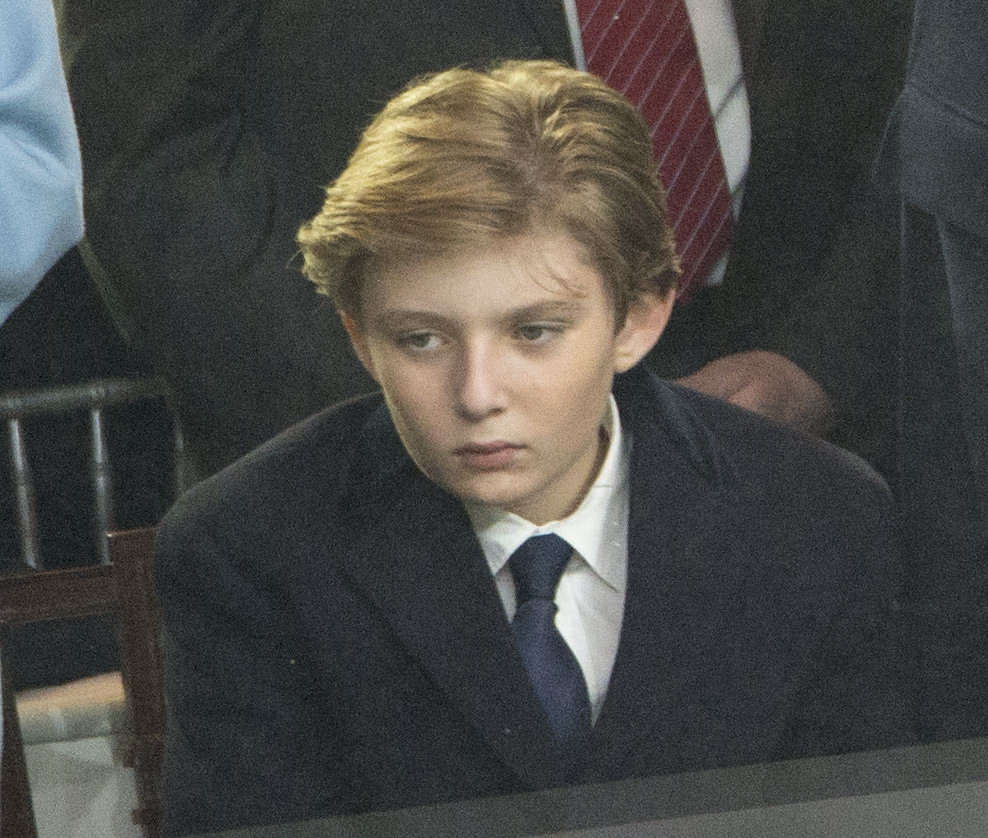
Бэррон на первой инаугурации своего отца (2017)

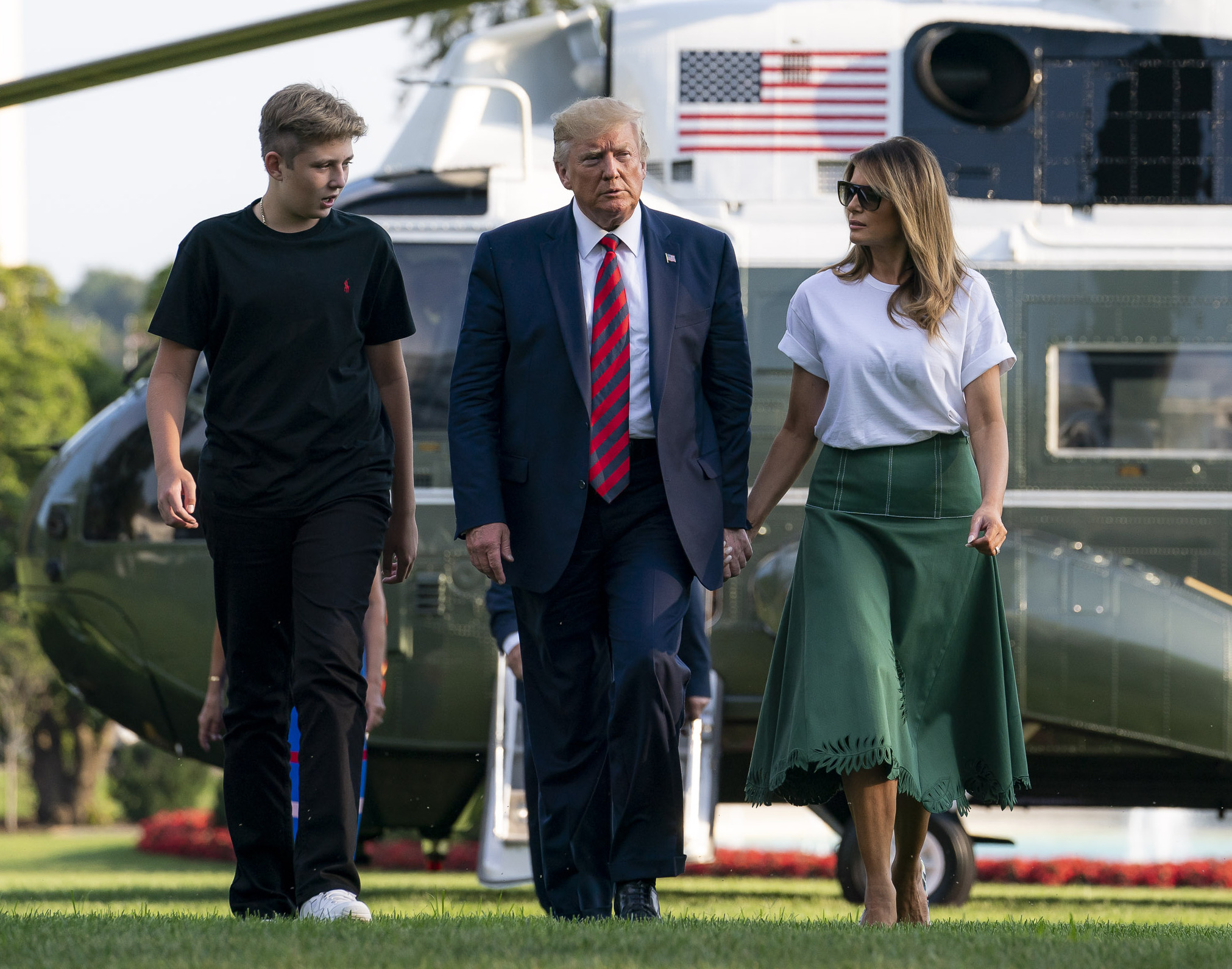
Бэррон с родителями (2019)

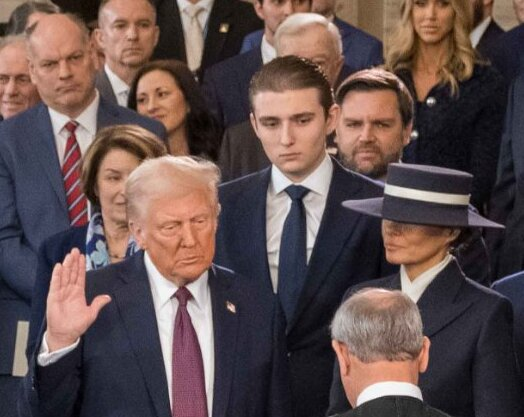
Бэррон на второй инаугурации своего отца (2025)

### Ранние годы
Бэррон стал единственным ребёнком Дональда и Мелании Трамп, родившись через год после их свадьбы. В мае 2006 года Бэррон был крещён в Епископальной церкви Bethesda-by-the-Sea в Палм-Бич, Флорида. В детстве он рос в атмосфере высокого общества, получая внимание и заботу от родителей, которые отказались от услуг нянь. Мелания активно участвовала в его воспитании: готовила еду, помогала с домашними заданиями и научила говорить на словенском языке. 

### Образование
Бэррон учился в нескольких учебных заведениях, включая Columbia Grammar & Preparatory School и St. Andrew's Episcopal School. В 2023 году он окончил  Оксбриджскую Академию и поступил в Школу бизнеса Стерна при Нью-Йоркском университете, выбрав это учебное заведение несмотря на политические взгляды своего отца.

## Общественная и политическая жизнь
Несмотря на то что Бэррон часто находился под вниманием СМИ из-за статуса своей семьи, его родители старались оградить его от излишнего внимания. В детстве он несколько раз появлялся на телевидении, включая реалити-шоу «The Apprentice», а также в одном из эпизодов Шоу Опры Уинфри. 
Принимал участие в президентской кампании отца 2016 года, присутствовал на митинге в Южной Каролине. Он находился на сцене в течение приветственной речи своего отца на съезде Республиканской партии, присутствовал на первой инаугурации Трампа в 2017 году. 
Внёс важный вклад в успешную кампанию по переизбранию отца 2024 года, выбирая для него подкасты, которые нравятся молодым избирателям, переход кампании от традиционных СМИ к социальным сетям перетянул на его сторону голоса молодой аудитории. В 2024 году Бэррон достиг возраста 18 лет и впервые проголосовал на президентских выборах, поддержав своего отца. В 2025 году после второй инаугурации Дональд Трамп отдельно поблагодарил сына за его стратегию по привлечению голосов молодёжи во время предвыборной кампании.

## Личность и интересы
Бэррон увлекается музыкой и играет на барабанах. Благодаря матери свободно владеет словенским языком. Интересуется футболом, появлялся в футболке лондонского «Арсенала». В апреле 2017 года встретился с игроками «Ди Си Юнайтед» в рамках традиционного катания яиц на лужайке Белого дома. В сентябре 2017 года прошёл селекцию в команду U-12 Академии «Ди Си Юнайтед» на сезон 2017/2018. По состоянию на февраль 2019 года играл за футбольную ассоциацию Арлингтона.
В последние годы стал объектом общественного интереса, особенно после того как его рост достиг 206 см, что на 15 см превышает рост его отца.